# Harry Howell
Harry Howell, született Henry Vernon Howell (Hamilton, Ontario, 1932. december 28. – Ancester, Ontario, 2019. március 9.) kanadai jégkorongozó.

## Pályafutása
1951 és 1976 között volt aktív jégkorongozó. Az NHL-ben 1952 és 1973 között játszott 1411 alkalommal. A New York Rangers csapatában 17, az Oakland Sealsben kettő, a Los Angeles Kings három idényen át szerepelt. A New York Rangers színeiben 1160 alkalommal lépett pályára, ami klubrekord.

## Sikerei, díjai
- Memorial-kupa (1951–52)
- James Norris-emlékkupa (1967)
- NHL All-Star Csapat: 1953–54, 1962–63, 1963–64, 1964–65, 1966–67, 1967–68, 1969–70